# Writings of Leon Trotsky
Writings of Leon Trotsky är en samling av Lev Trotskijs texter i 14 volymer skrivna mellan åren 1929 och 1940, sammanställd och utgiven av Pathfinder Press på initiativ av Socialist Workers Party under 1970-talet.